# Konopnica (gmina, Lublin)
Pour les articles homonymes, voir Konopnica.
Konopnica est une gmina rurale (gmina wiejska) du powiat de Lublin, dans la Voïvodie de Lublin, dans l'est de la Pologne.
Son siège administratif (chef-lieu) est le village de Konopnica, qui se situe environ 20 kilomètres à l'ouest de la capitale régionale Lublin (siège du powiat et capitale de la voïvodie).
La gmina couvre une superficie de 92,75 km2 pour une population de 11 001 habitants en 2006.

## Histoire
De 1975 à 1998, la gmina est attachée administrativement à l'ancienne Voïvodie de Lublin.
Depuis 1999, elle fait partie de la nouvelle voïvodie de Lublin.

## Géographie
La gmina inclut les villages (sołectwa) de :

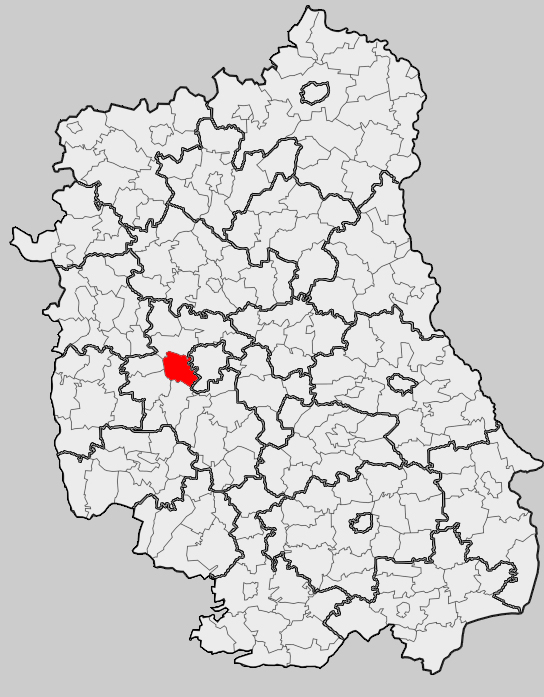
Position de la gmina dans la voïvodie

- Konopnica
- Kozubszczyzna
- Lipniak
- Marynin
- Motycz
- Motycz Leśny
- Motycz-Józefin
- Pawlin
- Radawczyk Drugi
- Radawiec Duży
- Radawiec Mały
- Sporniak
- Stasin
- Szerokie
- Tereszyn
- Uniszowice
- Zemborzyce Dolne
- Zemborzyce Podleśne
- Zemborzyce Tereszyńskie
- Zemborzyce Wojciechowskie

### Gminy voisines
La gmina de Konopnica est voisine de :

la ville de :
- Lublin

et les gminy de :
- Bełżyce
- Jastków
- Niedrzwica Duża
- Wojciechów

## Structure du terrain
D'après les données de 2002, la superficie de la commune de Konopnica est de 92,75 kilomètres carrés, répartis comme telle :
- terres agricoles : 90 %
- forêts : 5 %

La commune représente 5,52 % de la superficie du powiat.

## Démographie
Données du 21 mars 2013 :
| Description        | Total  | Total | Femmes | Femmes | Hommes | Hommes |
| ------------------ | ------ | ----- | ------ | ------ | ------ | ------ |
| Unité              | Nombre | %     | Nombre | %      | Nombre | %      |
| Population         | 12 650 | 100   | 6 420  | 50,6   | 6 230  | 49,4   |
| Densité (hab./km²) | 136,4  | 136,4 | 69,2   | 69,2   | 67,2   | 67,2   |